# Leucospis propinqua
Leucospis propinqua är en stekelart som beskrevs av August Schletterer 1890. Leucospis propinqua ingår i släktet Leucospis och familjen Leucospidae.
Artens utbredningsområde är Paraguay. Inga underarter finns listade i Catalogue of Life.